# Dolní Němčí
Dolní Němčí (in tedesco Dolniemtsch) è un comune della Repubblica Ceca facente parte del distretto di Uherské Hradiště, nella regione di Zlín.